# Diocèse d'Anse-à-Veau et Miragoâne
Le diocèse d'Anse-à-Veau et Miragoâne est une circonscription territoriale de l'Église catholique en Haïti dans le département des Nippes. Il fait partie de la province ecclésiastique de l'archidiocèse de Port-au-Prince. Depuis sa création en 2008, l'évêque d'Anse-à-Veau et Miragoâne est Pierre-André Dumas.

## Histoire
Le  diocèse d'Anse-à-Veau et Miragoâne a été érigé le 13 juillet 2008 par division du diocèse des Cayes.

## Liste des évêques d'Anse-à-Veau et Miragoâne
- Pierre-André Dumas (2008-)